# Bùi Minh Giám
Bùi Minh Giám (sinh 1960 tại Hoa Lư, Ninh Bình) là giáo sư, tiến sĩ, Thiếu tướng Công an nhân dân Việt Nam. Hiện ông là Cục trưởng Cục Đào tạo Công an nhân dân Việt Nam.

## Tiểu sử
Ngày 22 tháng 10 năm 2015, ông được Hội đồng chức danh Giáo sư Nhà nước Việt Nam công nhận đạt tiêu chuẩn chức danh Giáo sư ngành khoa học an ninh (theo Quyết định số 46/QĐ-HĐCDGSNN ngày 22/10/2015 của Chủ tịch Hội đồng chức danh Giáo sư Nhà nước). Ngày 12 tháng 11 năm 2015, ông được Giám đốc Học viện Cảnh sát nhân dân bổ nhiệm chức danh giáo sư.
Ngày 15 tháng 3 năm 2016, ông được Bộ trưởng Bộ Công an Việt Nam bổ nhiệm giữ chức vụ Phó Tổng cục trưởng Tổng cục Chính trị Công an nhân dân thuộc Bộ Công an. Lúc này ông đang là Cục trưởng Cục Đào tạo, Bộ Công an.